# Ceinturon
 (décembre 2011).
Si vous disposez d'ouvrages ou d'articles de référence ou si vous connaissez des sites web de qualité traitant du thème abordé ici, merci de compléter l'article en donnant les références utiles à sa vérifiabilité et en les liant à la section « Notes et références ».

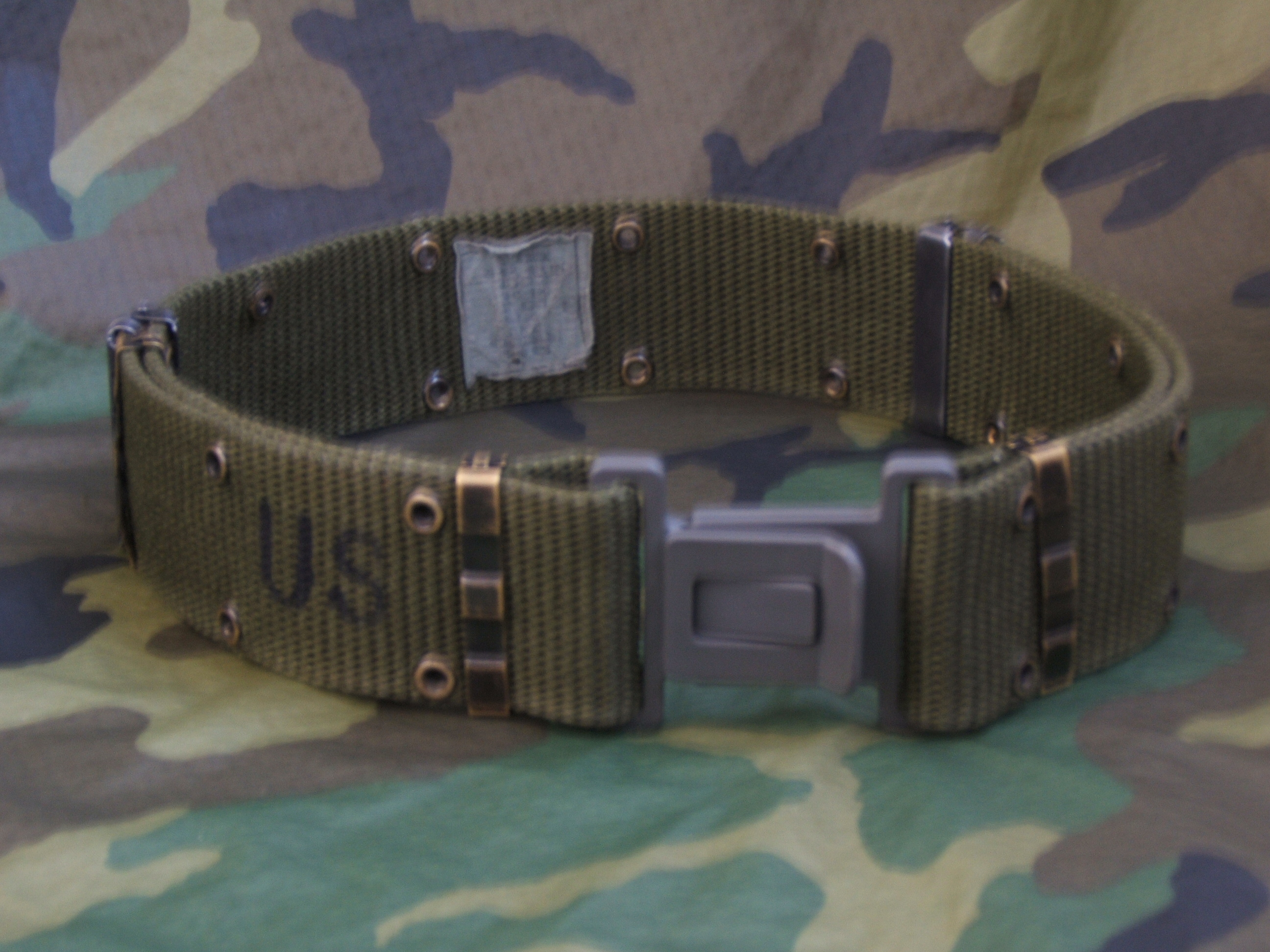
Ceinturon.

Le ceinturon est la ceinture de l’uniforme militaire. Le militaire y suspend des armes, des pièces d’équipement, ou des munitions (ceinture à munitions). 
Le chevalier le reçoit au cours de l’adoubement. Il le met à chaque fois qu’il part à la guerre.